# Hüffertgymnasium
Das Hüffertgymnasium ist ein öffentliches Gymnasium in der ostwestfälischen Stadt Warburg im Kreis Höxter in Nordrhein-Westfalen.  Das Schulgebäude liegt im Stadtgebiet Hüffert und wurde nach ihm benannt.

## Geschichte

### Vorläufer der Schule und Gründung
Die Geschichte des heutigen Hüffertgymnasiums, ein Gymnasium für Jungen und Mädchen, begann als privat finanzierte, mittlere Mädchenschule. Mitte des 19. Jahrhunderts strebte die Warburger Bevölkerung danach, eine weiterführende Schule für Mädchen einzurichten. Da der Staat hierfür keine Mittel bereitstellte, übernahm eine private Stiftung große Teile der Finanzierung. Verwaltet wurde die Schule vom katholischen Frauenorden der Armen Schulschwestern. Aufgrund der fehlenden finanziellen Unterstützung des Staates musste die Schule am 15. Oktober 1881 geschlossen werden.
Im Jahr 1882 konnte die Schule dennoch unter der Leitung der Lehrerin Maria Plassmann als private Schule eingerichtet werden. Als Träger der Schule wurde am 7. Juli 1907 der Verein des katholischen Mädchenschulwesens in Warburg anerkannt.

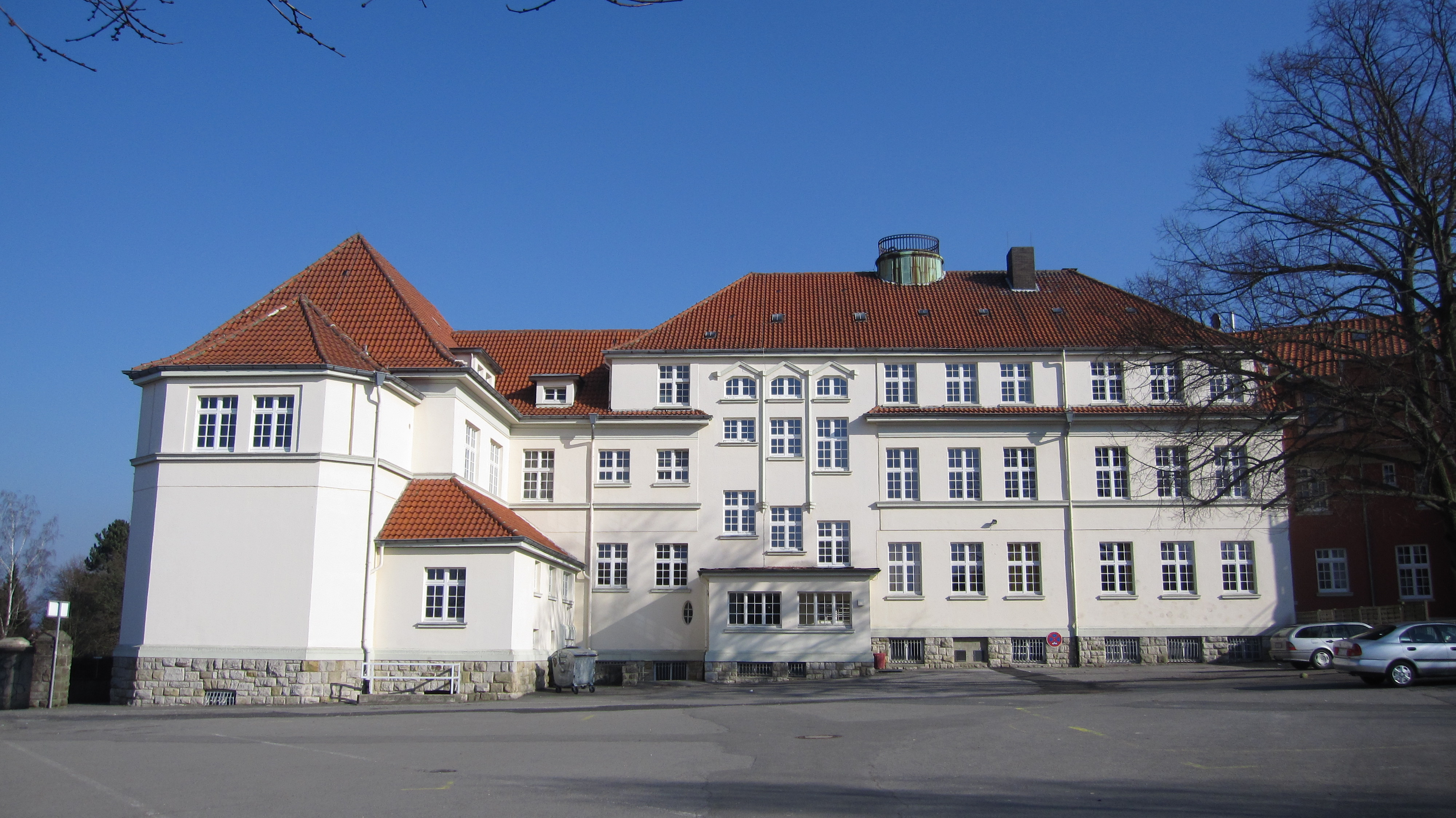
Der Altbau des Hüffertgymnasiums Warburg

1914 und 1918 versuchte der Magistrat der Stadt Warburg erneut, die Armen Schulschwestern für die Leitung der Schule zu gewinnen; beide Anträge wurden jedoch abgelehnt. Am 27. September 1919 wurde dann, nach einem dritten Antrag, die Genehmigung erteilt. Da sich das anfänglich genutzte Schulgebäude in der Neustadt als zu klein erwies, wurde ein größeres Schulgebäude auf der Hüffert geplant. Dieses wurde am 18. Oktober 1927 eingeweiht und wird noch heute teilweise als Unterrichtslokalität genutzt. Der heute Altbau genannte Gebäudeteil einschließlich dem angrenzenden ehemaligen Schwesternwohnheim mit Kapelle wurde 2015 vom Landschaftsverband Westfalen-Lippe als denkmalwürdig eingestuft.

### Nach 1949
Zu Beginn der 1950er wurde ersichtlich, dass die räumlichen Kapazitäten erneut unzureichend waren. Im August 1951 wurde damit begonnen, das Schulgebäude auszubauen. 1954 wurde erstmals eine Abiturprüfung abgehalten.
Als 1971/72 die Schule von 543 Schülerinnen besucht wurde, war der Platz erneut nicht mehr ausreichend.
Aufgrund finanzieller Mängel wurde die Trägerschaft an den Kreis Warburg abgegeben. Nachdem der Kreis 1975 im Rahmen der nordrhein-westfälischen Gebietsreform im neu gegründeten Kreis Höxter aufging, übernahm dieser die Trägerschaft. Wenig später wurde mit dem Bau der neuen Schule begonnen.

### Geschichte ab 1978

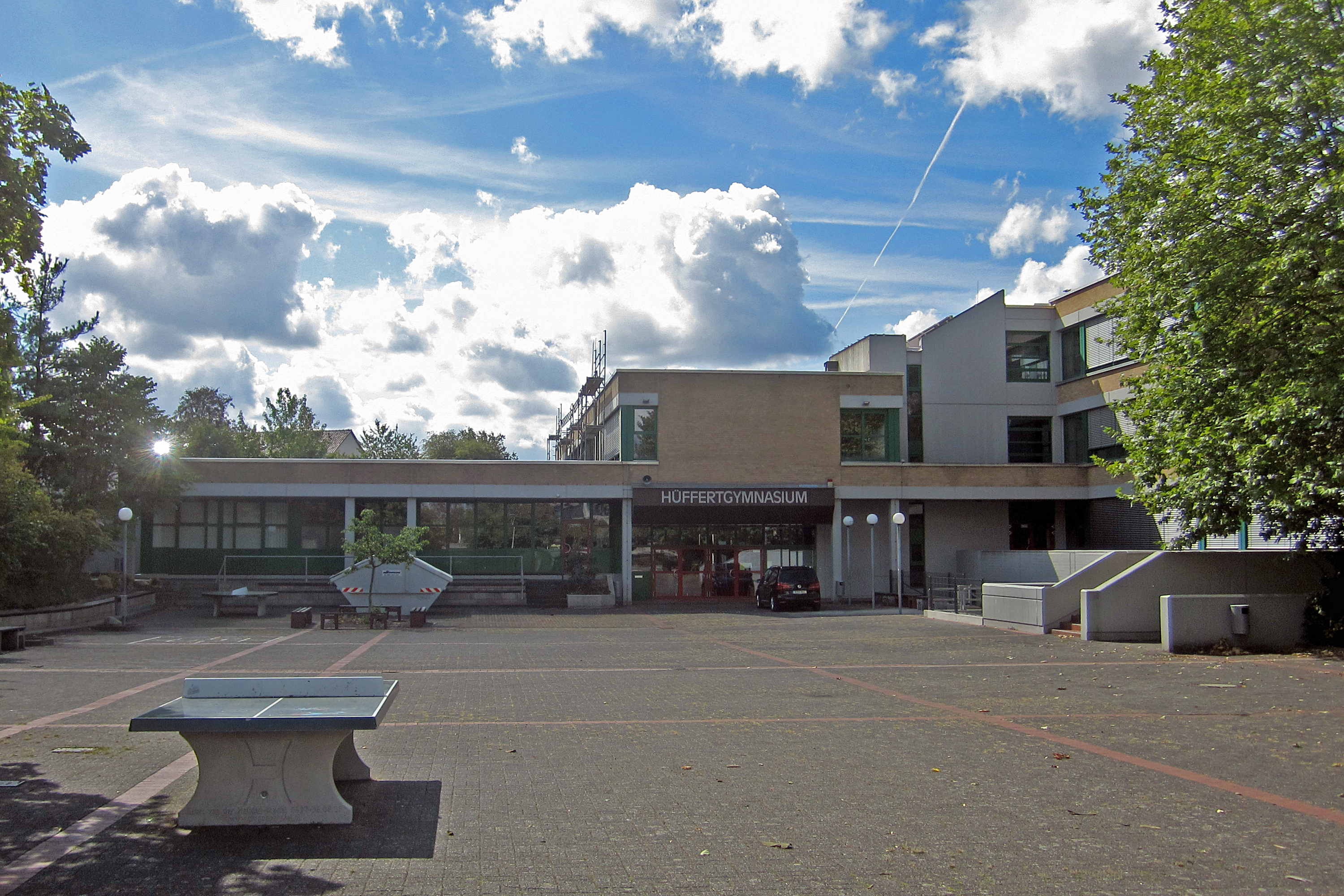
Der Neubau des Hüffertgymnasiums, erbaut 1978

Am 10. Februar 1978 wurde der Neubau des Hüffertgymnasiums eingeweiht. Einen Tag später veranstaltete die Schule einen Tag der offenen Tür.
Zu Beginn des Jahres 1979 ging die Trägerschaft der Schule vom Kreis Höxter in die Trägerschaft der Stadt Warburg über. Dabei wurde der Schulname in Hüffertgymnasium Warburg – städtisches Gymnasium für Mädchen und Jungen geändert, den die Schule heute noch trägt.
Im Oktober 2005 besuchten 1047 Schüler das Hüffertgymnasium (595 Mädchen und 452 Jungen), die Schule hatte 76 Lehrkräfte, einschließlich Referendare. Die höchste Schülerzahl wurde im Jahre 2010 mit 1155 Schülerinnen und Schülern erreicht.
2010 wurden die Unterrichtseinheiten auf einen 60-Minuten-Takt umgestellt. Im August 2010 wurde zum Schulhalbjahr 2010/11 eine Mensa eingerichtet, die wochentags warmes Mittagessen anbietet.
Verglichen mit dem Gymnasium Marianum ist es heute mit rund 670 Schülern das größere der beiden Warburger Gymnasien.

## Lage
Neu- und Altbau des Hüffertgymnasiums liegen im Wachtelpfad 5 im Flurbereich Auf der Hüffert. Gegenüber den beiden Schulgebäuden liegt das Pädagogische Zentrum (PZ), in dem unter anderem Theateraufführungen der Schüler gezeigt werden, sowie der Gebäudekomplex mit der Sekundarschule Warburg. Wenig entfernt befinden sich der Hüffertsportplatz und das Hallenbad.

## Profil
Im Jahr 2010 wurde die Stundentaktung von einer bisherigen Länge von 45 Minuten auf 60 Minuten erhöht.
Das Hüffertgymnasium kooperiert in der Sekundarstufe II mit dem Gymnasium Marianum, dem anderen Warburger Gymnasium, dessen einen Kilometer entferntes Gebäude am Brüderkirchhof in circa zehn Minuten zu Fuß zu erreichen ist.
In der Sekundarstufe II haben Absolventen der Sekundarstufe I mit Q-Vermerk aus Haupt-, Real- und Sekundarschulen die Möglichkeit des Übergangs an das Hüffertgymnasium.

## Schulleiter
- 1890–1893: Fräulein Bianchi
- 1893–1914: Maria Ahlemeyer
- 1914–1972: ?
- 1972–1985: Richard Heupel
- 1986–2003: Hartmann Möller
- 2003–2016: Heinz-Werner Klare
- seit 2016: Susanne Krekeler

## Ehemalige Schüler des Hüffertgymnasiums
- Irmgard Schwaetzer (* 1942), Politikerin (FDP)
- Sebastian Schonlau (* 1994), Fußballprofi (SC Paderborn 07)